# Колбен

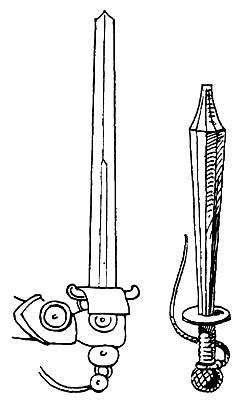
Колбен (праворуч)

Колбен, кольбен (нім. kolben) – європейська лицарська турнірна булава або палиця, виготовлена з дерева.
Ця зброя стала застосовуватися в лицарських турнірах з XV століття, замінивши собою бойові мечі, списи, булави та іншу бойову зброю.
З 1479 року Франконським статутом пропонувалося використання тільки спеціальної затупленної турнірної зброї. Основною турнірною зброєю лицаря все ще залишалися спис і меч, але на початку XV століття в Німеччині виникає «турнір на булавах» (нім. kolbenturnier). Цей вид бою, ймовірно, походить від «поєдинку справедливості» між пішими воїнами, озброєними дубинами, в якому брали участь нижчі верстви населення. Бої на дубинах влаштовувалися і в першій чверті XV століття, потім вони вийшли з моди.

## Опис
Робоча частина колбена виготовлялася у формі багатогранника, який розширювався ближче до закінчення.
Руків'я мало округле навершя і відокремлювалося від ударної частини нодусом (нім. nodus) – гардою з металевої круглої пластини для захисту кисті.
Колбен виготовлявся з твердої щільної деревини і досягав 80 см.

## Використання в турнірах
Застосування палиці у лицарських змаганнях стало вагомим приводом для зміни форми шолома, адже удар навіть дерев'яним колбеном по звичайному топхельму міг стати небезпечним для здоров'я. Стали використовуватися сферичні шоломи збільшеного розміру з сіткою замість забрала, які не прилягали до потилиці і основну вагу переносили на плечі.
Завдяки появі зброї з меншою травмонебезпечностю, турніри, які до цього заборонялися церквою і королями як «грубі лицарські забави», поступово стали середньовічним видом спорту, що гарантуав все більшу безпеку учасникам змагань.